# 무성 치경구개 마찰음
무성 치경구개 마찰음(無聲 齒莖口蓋 摩擦音)은 치경구개에서 마찰을 일으켜 내는 무성음이다. 

## 발음의 예
- 한국어: ㅅ과 ㅆ이 /i, j/ 앞에 올 때 이 소리가 난다.
- 일본어: 'し'와 しゃ행의 첫소리에서 이 소리가 난다.
- 추바시어: ҫ에서 이 소리가 난다.
- 폴란드어: ś에서 이 소리가 난다.
- 좡어: c에서 이 소리가 난다.
- 타타르어: ч에서 이 소리가 난다.
- 표준 중국어, 눠쑤어, 간어의 창두 방언: 병음 x에서 이 소리가 난다.
- 상하이어: 병음 sh에서 이 소리가 난다.
- 과라니어: ch에서 이 소리가 난다.